# Тунгова олія

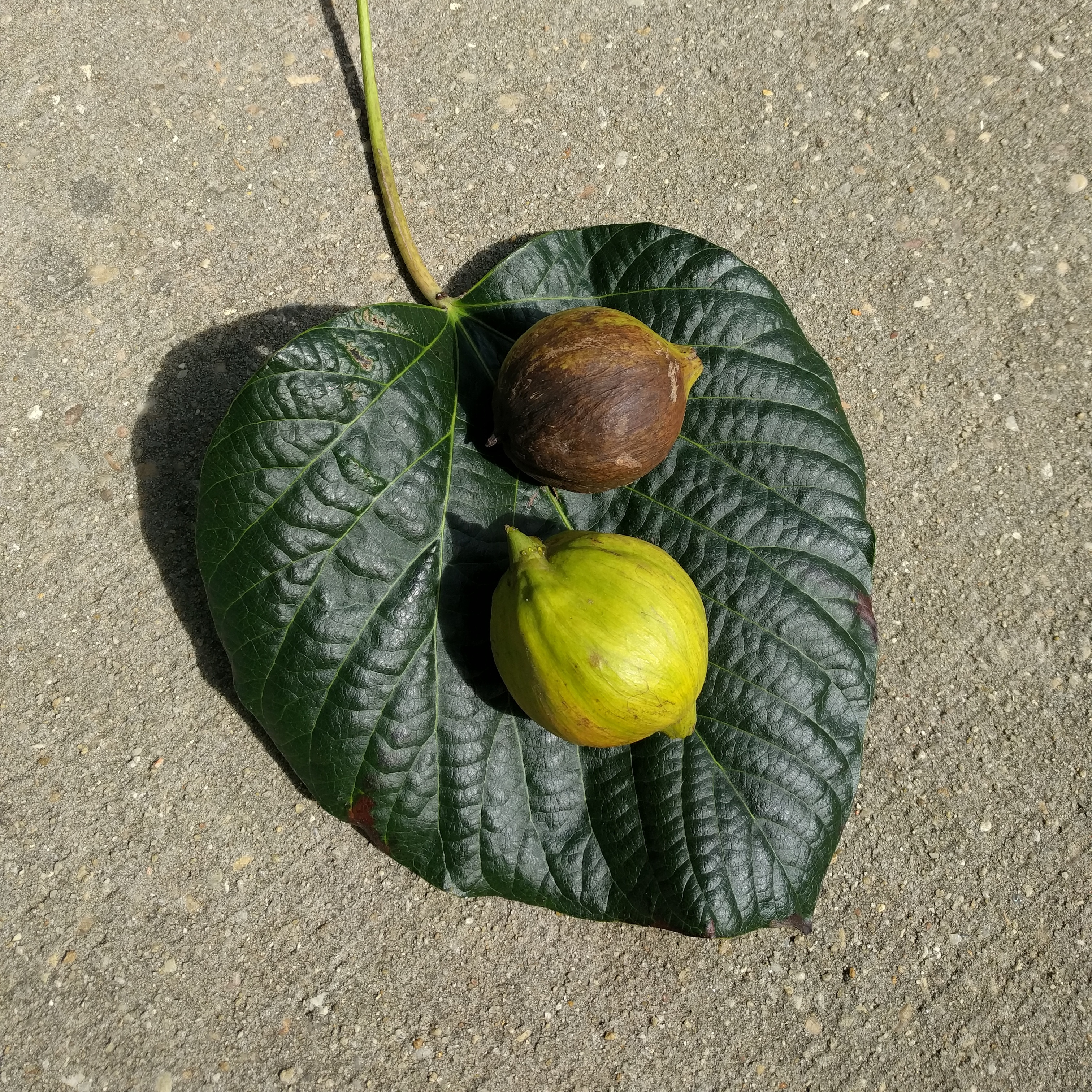
Лист і плід тунгового дерева

Тунгова олія або китайська деревна олія (англ. Tung oil або англ. China wood oil) - це оліфа, отримана пресуванням насіння з горіха тунгового дерева ( Vernicia fordii ). Тунгова олія твердне на повітрі (шляхом полімеризації ), а отримане покриття стає прозорим і має глибокий, майже вологий вигляд. Використовується здебільшого для оздоблення та захисту деревини. Після численних шарів, покриття може навіть виглядати схожим на пластик. Споріднені оліфи включають лляну, сафлорову, макову та соєву олії.  Необроблена тунгова олія має тенденцію висихати до тонкої, зморшкуватої поверхні (англійська назва цього процесу англ. gas checking); ця властивість використовувалася для створення зморшкуватих оздоблень, як правило, шляхом додавання надлишку кобальтового осушувача. Щоб запобігти появі зморшок, олію нагрівають до газонепроникності (англ. gas-proof) (процес також відомий як «кип’ятіння»).
Виробники фарб і лаків часто використовують термін «фінішне покриття тунговою олією» як загальну назву для будь-якого процесу покриття деревини, який містить справжню тунгову олію або забезпечує покриття, схоже на  отримане з використанням тунгової олії. 

## Історія
Тунгове дерево, походить з південного Китаю і культивувалося там для отримання тунгової олії, але дата початку вирощування залишається невідомою.  Під час династії Сун тунгову олію використовували для гідроізоляції кораблів.  Слово «тун» етимологічно походить від китайського 桐tóng .  Найдавніші згадки про використання тунгової олії в Китаї містяться в працях Конфуція близько 500-400 років до нашої ери.   

## Склад
| Альфа-елеостеаринова кислота | 82,0% |
| Лінолева кислота             | 8,5%  |
| Пальмітинова кислота         | 5,5%  |
| Олеїнова кислота             | 4,0%  |

Основним компонентом є жирна кислота з ланцюгом із 18 зв'язаних атомів вуглецю або метиленових одиниць, що містять три спряжені подвійні зв'язки . Вони особливо чутливі до автоокислення, яке сприяє зшиванню сусідніх ланцюгів, отже, затвердінню основної смоли.

## Використання

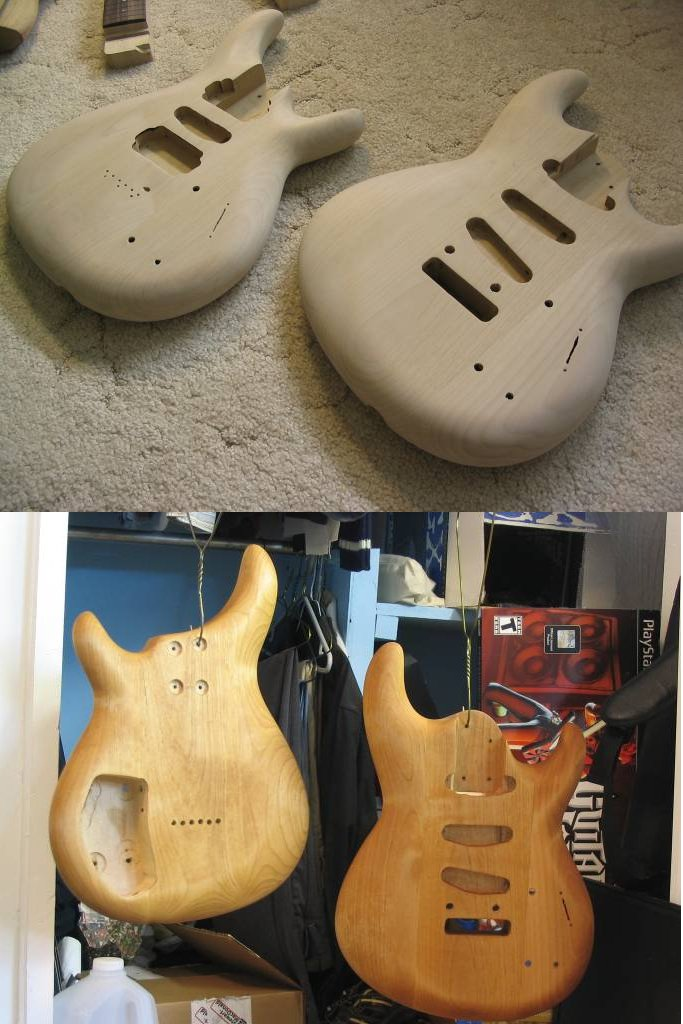
Демонстрація золотого ефекту полімеризованої тунгової олії в порівнянні з голою деревиною

Тунгова олія сьогодні дуже популярна завдяки двом властивостям: по-перше, це речовина природного походження. По-друге, після затвердіння (від 5 до 30 днів, залежно від погоди/температури) результатом є дуже міцне покриття, яке легко ремонтується, тому його використовують на палубах човнів, а тепер і на підлогах. Олію часто розбавляють вуглеводневим розчинником, тому її в’язкість дуже низька і дозволяє олії проникати в найдрібніші пори деревини. Такий розчинник випаровується протягом 15-20 хвилин. При нанесенні багатьма тонкими/тоншими шарами на деревину, тунгова олія повільно твердне до матового/легкого атласного вигляду з легким золотистим відтінком. Тунгова олія протистоїть воді краще, ніж будь-яка інша чиста олія, і не темніє помітно з віком. Вважається, що вона менш сприйнятлива до цвілі, ніж лляна олія.  Вважається безпечним для використання на скульптурах, виставлених поблизу водойм. 
Нагрівання тунгової олії приблизно до 500 °F (260 °C)  у безкисневому середовищі суттєво підвищить в’язкість і якість плівкоутворення продукту. Більшість полімеризованих тунгових олій продаються в суміші з мінеральними спиртами, щоб з ними було легше працювати.  Лімонен і D-лімонен є менш токсичними альтернативами мінеральним спиртам. 
Парасолька з олійного паперу є традиційною парасолькою, яка використовується в Китаї, Японії та інших країнах східноазійської культурної сфери, і була привезена до західних країн Шовковим шляхом . Олія у згаданій в парасольці з олійного паперу, це тунгова олія, котра використовується для захисту паперу від намокання та для водонепроникності парасольки.

## Застосування
Традиційна техніка нанесення чистої тунгової олії полягає в розведенні олії 1:1 розчинником, а потім нанесення послідовності дуже тонких плівок за допомогою м’якої тканини без ворсу, наприклад бавовняної футболки. Розріджувачі варіюються від традиційних скипидарних спиртів до будь-яких нових розріджувачів на основі цитрусових і нафти . При виборі розчинника слід керуватися тим, наскільки швидко покриття має схопитися. Нафта добре підходить для розпилення в добре провітрюваних студіях. Первинні шари можна наносити у співвідношенні олія-розріджувач 1:1, а наступні шари, якщо вони не вбираються в деревину, — з більшою концентрацією розчинника до олії. Ця техніка підкреслює найглибший колір деревини, зберігаючи при цьому матовість .
Покриття тунговою олією, які починаються з полімеризованих олій або препаратів тунгової олії, найкраще наносити за принципом «жирне над знежиреним» : розріджена чиста олія наноситься для глибокого проникнення на поверхню, щоб заповнити пори. Потім помірно наноситься чиста олія для зчеплення з поверхнею та забезпечення хорошої основи для товстих глянцевих шарів. Потім полімеризовану олію наносять товстим шаром, дають їй повністю висохнути, шліфують дуже дрібним наждачним папером і сталевою ватою 0000. Поверхню протирають зволоженою ганчіркою і дають висохнути. Останній шар наноситься досить товстим шаром (олія сама розгладжується в склоподібне покриття) і дають йому висохнути протягом двох-трьох днів. Ганчір'я, просочене тунговою олією, може самозайматися (загорітися). 